# Clymene grossa
Clymene grossa är en ringmaskart som beskrevs av Baird 1873. Clymene grossa ingår i släktet Clymene och familjen Maldanidae. Utöver nominatformen finns också underarten C. g. newporti.